# Climategate
Climategate was een incident in november 2009, waarbij e-mails en documenten openbaar werden gemaakt van de Climatic Research Unit (CRU) van de Universiteit van East Anglia. Het materiaal werd voor het eerst gepubliceerd op 19 november op The Air Vent, een weblog dat sceptisch is over de menselijke rol in de verandering van het klimaat. Ook werd er geprobeerd de gegevens te uploaden op de blog RealClimate, maar daar werd de hack ontdekt vooraleer hij rond was. Diverse onderzoeken, gegevens en modellen van CRU zijn gebruikt bij het samenstellen van het vierde IPCC-rapport uit 2007.
Volgens klimaatsceptici zou uit de e-mails blijken dat wetenschappelijke gegevens over de opwarming van de Aarde door de betrokken wetenschappers werden veranderd of achtergehouden. Wetenschappers en onderhandelaars noemen echter de timing van de gelekte mails niet toevallig, vlak voor de Klimaatconferentie Kopenhagen 2009. Volgens hen gaat het om een poging om de publieke opinie negatief te beïnvloeden.
Alle onderzoeken over de e-mails hebben tot dusver geconcludeerd dat de betrokken wetenschappers geen enkele vorm van wetenschappelijke fraude hebben begaan. Er werden wel tekortkomingen vastgesteld in de communicatie: zo bleek dat sommige betrokkenen weinig meewerkend waren met vragen om informatie van sceptici. Ook pleitte het onderzoek voor meer transparantie.

## Inhoud van het materiaal
De inhoud bestaat uit een duizendtal e-mails verstuurd door een kleine groep klimaatwetenschappers en zo'n drieduizend documenten waaronder stukken programmacode. Het materiaal is afkomstig uit de jaren 1996-2009. Volgens de New York Times ging het in de e-mails onder andere om discussies over wetenschappelijke gegevens en over hoe de argumenten van sceptici over klimaatverandering te bestrijden. Verder bevatte het materiaal onder meer eerste versies van wetenschappelijke publicaties. Gesproken werd over hoe sceptische wetenschappers op een zijspoor te plaatsen. Voorkomen moest worden dat zij hun artikelen in belangrijke vakbladen konden publiceren. In één e-mail schrijft het hoofd van de CRU, professor Phil Jones, met professor Michael E. Mann, over het toepassen van een 'truc' ('to hide the decline'). Het ging om een statistische methode om het uiteenlopen van een temperatuurreconstructie en de waargenomen temperatuur in de twintigste eeuw weg te laten, en op het eind te vervangen door thermometermetingen. In een andere e-mail van Jones staat dat hij liever niet zou willen dat bepaalde gegevens publiek worden: hij zou die liever verwijderen dan ze openbaar maken (hetgeen in het Verenigd Koninkrijk een misdaad zou zijn). CRU heeft erkend dat er ruwe data zijn gewist.

### Climatic Research Unit

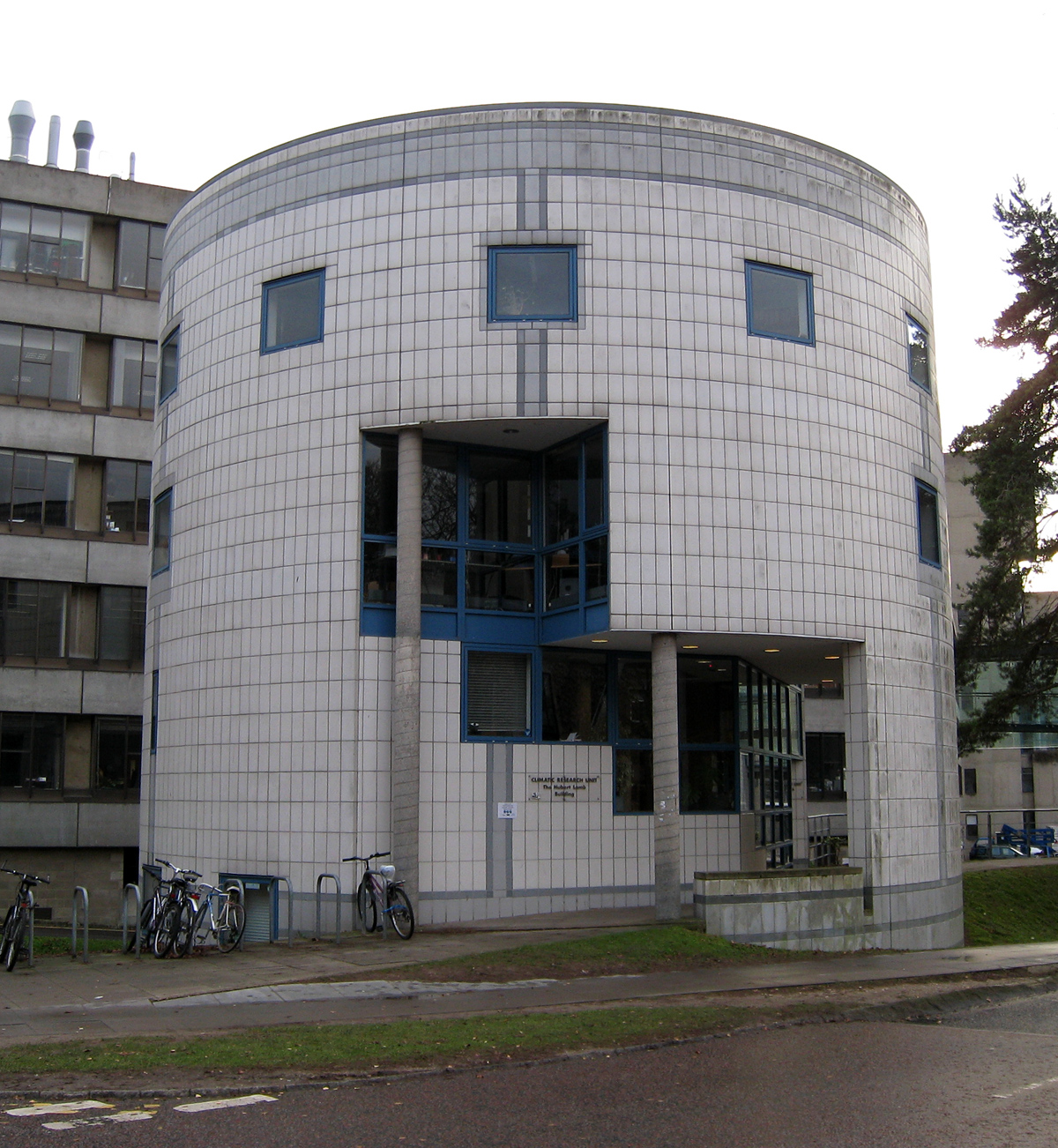
Het Hubert Lamb Building op de Universiteit van East Anglia, waar de Climatic Research Unit is gevestigd

De Climatic Research Unit is een prominent Brits onderzoekscentrum gespecialiseerd in het klimaat. Het centrum is een onderdeel van de Universiteit van East Anglia in Norwich (Engeland). CRU is een van de instituten op wier onderzoek het Intergovernmental Panel on Climate Change (IPCC) van de Verenigde Naties zijn rapporten baseert. De IPCC-rapporten, verder ook gebaseerd op het werk van duizenden andere wetenschappers, tonen aan dat het klimaat warmer wordt door menselijke activiteit.
Na de publicatie van de e-mails en andere documenten in november 2009, stelde de CRU in een verklaring dat de e-mails uit hun context waren gehaald en slechts een eerlijke uitwisseling van ideeën laten zien. Het onderzoekscentrum zette de server onmiddellijk op non-actief, stelde een intern onderzoek in en schakelde de politie in. Professor Phil Jones van de CRU bevestigde dat de e-mails authentiek zijn. Volgens hem werden ze niet voor niets half november gepubliceerd, kort voor de klimaattop in Kopenhagen. Het vermeende doel van de publicatie op dit tijdstip was om de klimaatwetenschap in diskrediet te brengen. Eind november liet de East Anglia University weten alle gegevens zo snel mogelijk openbaar te zullen maken. Begin december legde Phil Jones zijn werk tijdelijk neer om een onderzoek mogelijk te maken. Ondertussen is hij terug aan het werk als onderzoeksdirecteur.

### Hadley Centre
Een andere bron waarop het IPCC zijn rapporten baseert, zijn de gegevens van Hadley Centre for Climate Prediction and Research, onderdeel van Met Office in Engeland. Het centrum werkt nauw samen met de CRU. Na de publicaties van de e-mails kondigden zij aan de temperatuurgegevens van de afgelopen 160 jaar opnieuw te gaan onderzoeken. Dit onderzoek zal naar verwachting drie jaar duren. De Britse regering probeert het onderzoek tegen te houden, omdat dit nieuwe onderzoek door sceptici gekaapt zou worden.

## Publicatie
Aanvankelijk was er onduidelijkheid wie de e-mails en documenten heeft ontvreemd en gepubliceerd op het internet. Mogelijk is het materiaal verkregen door in te breken op servers van CRU (cracking), maar er werd ook gespeculeerd dat het ging om een klokkenluider die gebruikmaakte van zijn positie binnen CRU. Volgens de krant Daily Mail zaten Russische geheime diensten mogelijk achter de lekken. Volgens Nature houdt de Britse politie niet langer rekening met de mogelijkheid van een lek van binnenuit, maar gaat ze uit van een hack.
Het materiaal werd op 19 november 2009 op internet gezet, maar ruim vijf weken eerder waren verschillende e-mails al in handen van BBC-weerman Paul Hudson. In een blog op de website van BBC schreef hij dat hij op 12 oktober e-mails toegezonden kreeg waarin wetenschappers van CRU reageren op Hudsons artikel 'Whatever happened to global warming?'. In dat artikel schreef hij onder meer dat in de afgelopen elf jaar geen stijgende temperaturen zijn gemeten.

## Reacties
De publicatie van de e-mails en documenten bracht een discussie op gang over de wetenschappelijke basis van het hele idee dat de aarde opwarmt. Sceptici die ervan overtuigd waren dat de opwarming een complottheorie was, meenden daar nu bewijs voor te zien: wetenschappers zouden gegevens hebben verborgen of misbruikt om hun theorieën over een warmere aarde naar voren te brengen. Volgens sommigen ging het hier om een van de grootste schandalen in de moderne wetenschap.
Anderen meenden dat het gegeven van een warmere aarde mede door toedoen van de mens overeind bleef staan, omdat de e-mails geen enkele vorm van fraude aantoonden, en omdat er voldoende bewijzen waren uit andere takken van de wetenschap. Ook professor Jones was die mening toegedaan, evenals klimatoloog James Hansen (hoofd van het Goddard Institute van de NASA) en de American Meteorological Society (AMS). Zelfs als deze beschuldigingen van vervalsing waar zouden zijn, aldus de AMS, en dat was nog niet zeker, betrof het hier een dusdanig klein deel van de wetenschappelijke kennis dat de conclusies uit het overige onderzoek overeind zouden blijven. Volgens verschillende klimaatwetenschappers waren de ontvreemding en publicatie erop gericht de klimaattop in Kopenhagen te ondermijnen. De Union of Concerned Scientists meende dat de publicaties geen effect zouden hebben op de publieke opinie of politiek.
De Amerikaanse klimaatwetenschapper Eduardo Zorita verzocht dat de professoren Jones en Mann zouden worden uitgesloten van samenwerking met de IPCC. Pennsylvania State University kondigde eind november 2009 aan het werk van professor Michael Mann onder de loep te zullen nemen. Verschillende wetgevers in de V.S. en het Verenigd Koninkrijk, en prominente personen zoals Nigel Lawson, eisten een diepgaand onderzoek. Dit onderzoek zou mogelijk worden uitgevoerd onder leiding van Lord Rees, voorzitter van de Royal Society. Begin december besloot het IPCC een eigen onderzoek in te stellen.
Door de controverse heeft de klimaatwetenschap in zijn geheel aan geloofwaardigheid ingeboet, meenden sommigen. Volgens Mike Hulme, klimaatwetenschapper bij East Anglia, hadden de klimaatwetenschap en milieupolitiek door de affaire grote schade opgelopen.  Prominente wetenschappers lieten weten veranderingen in de klimaatwetenschap te willen zien: meer transparantie in hoe gegevens worden gebruikt en in de methodieken.
Het begrip Climategate raakte in december 2009 in zwang nadat duizenden e-mails en documenten waren gelekt of gehackt van de Climate Research Unit in Engeland, een onderzoeksinstituut dat een cruciale speelt in het internationale klimaatonderzoek en dat dé aangever is van het IPCC.
De e-mails wekten de indruk dat een wereldwijd "Team" van invloedrijke klimaatonderzoekers gegevens gemanipuleerd heeft, sceptici uit de wetenschappelijke literatuur weerde en hun metingen en softwareprogramma’s niet wenste te delen met sceptici in weerwil van de verstrekkende Britse Freedom of Information Act. De affaire zorgde met name in de Angelsaksische media voor grote commotie en gooide daar olie op het vuur van een al langer slepende diepgravende wetenschappelijke en politieke controverse.
In Nederland wilden Tweede Kamerleden weten wat minister Cramer van Milieu vindt van de mogelijke manipulatie van gegevens over klimaatverandering. Cramer noemde de actie van de hackers 'crimineel'. Volgens haar hadden zij 'selectief gewinkeld'.
Het Amerikaanse persbureau Associated Press (AP) liet alle 1073 e-mails uitgebreid onderzoeken door vijf journalisten en concludeerde: "Gestolen e-mails van klimaatwetenschappers geven blijk van tegenwerking van sceptici en discussies over achterhouden van gegevens, maar de berichten staven geen beweringen dat de wetenschap over opwarming van de Aarde gefingeerd was."

## Onderzoeken
De politie van Norfolk begon snel na het vrijkomen van de e-mails met een onderzoek naar een mogelijk misdrijf.

### Muir-Russell-commissie
Op verzoek van de Universiteit van East Anglia werd er een onderzoekscommissie geformeerd onder leiding van Sir Muir Russell. De commissie met de naam The Independent Climate Change Email Review stelde zich als taak:
- Onderzoek van de gehackte e-mails, andere mailuitwisselingen en welke informatie dan ook aanwezig bij de Climate Research unit (CRU), teneinde vast te stellen of er enig bewijs is van manipulatie of achterhouden van gegevens, op een wijze die niet strookt met de wetenschappelijke praktijk en derhalve onderzoeksresultaten in twijfel kan trekken
- Beoordelen van beleid en praktijk bij de CRU wat betreft het vergaren, samenstellen, aan peer review blootstellen alsmede vrijgeven van gegevens en onderzoeksbevindingen, zoals in de beste wetenschap hoort plaats te vinden
- Beoordelen of de CRU voldaan heeft aan beleid en praktijk van de Universiteit van East Anglia wat betreft aanvragen voor het vrijgeven van gegevens op grond van de Freedom of Information Act (FOIA) of de Environmental Information Regulations (EIR)
- Beoordeling en aanbevelingen voor wat betreft de organisatie van beheer, toezicht en beveiliging bij de CRU, alsmede de beveiliging, zuiverheid en het vrijgeven van aanwezige gegevens.

Phil Jones, de directeur van de Climatic Research Unit (CRU) was in 2010 tijdelijk teruggetreden, maar in de loop van 2010 in zijn functie teruggekeerd. De Britse Muir-Russell-commissie pleitte hem in juli 2010 vrij van misstappen, maar had wel kritiek op Jones' behandeling van verzoeken om informatie volgens de Britse Freedom of Information Act (FOI).

### Scientists Assessment Panel
Op verzoek van de universiteit werd nog een tweede onderzoekscommissie ingesteld, het Scientists Assessment Panel, onder leiding van Lord Oxburgh. Deze commissie beoordeelde de wetenschappelijke publicaties van het CRU. In een rapport, verschenen op 12 april 2010, concludeerde de commissie dat er geen wetenschappelijke wanpraktijken te ontdekken waren. Wel werd aanbevolen in de toekomst meer samenwerking aan te gaan met externe deskundigen op statistisch gebied.

### Information Commissioner's Office
De Britse Information Commissioner's Office (ICO) maakte op 27 januari 2010 bekend, dat het CRU een aanvraag van een persoon op grond van de Freedom of Information Act onjuist had behandeld. Er konden geen sancties worden opgelegd, omdat het geval inmiddels verjaard was.

### Parliamentary Committee on Science and Technology
De Commissie voor Wetenschap en Technologie van het Britse parlement hield op 1 maart 2010 een hoorzitting over het gebeuren. Op 31 maart verscheen het rapport van de commissie, waarin men concludeerde dat de focus op prof. Jones en de CRU grotendeels misplaatst was, en dat het niet vrijgeven van alle gegevens en computercodes vrij gebruikelijk was in de klimaatwetenschap. De commissie beval aan om in de toekomst transparanter te werk te gaan. Wat betreft de Freedom of Information Act lag de verantwoordelijkheid bij de Universiteit van East Anglia, niet bij de CRU. De commissie concludeerde verder dat de wetenschappelijke reputatie van prof. Jones en de CRU overeind bleef.

### Pennsylvania State universiteit
Ook de universiteit van Pennsylvania State stelde een onderzoek in naar Professor Mann, wiens naam in diverse e-mails voorkwam. Een onderzoekscommissie concludeerde op 3 februari 2010 dat Mann vrijgesproken kon worden van beschuldigingen van achterhouden of vervalsen van gegevens, van wissen of verbergen van e-mails en gegevens met betrekking tot het vierde IPCC-rapport, en van misbruik van vertrouwelijke gegevens of voorkennis in de hoedanigheid van wetenschapper. Over een vierde beschuldiging, de mogelijke betrokkenheid bij activiteiten die substantieel afwijken van wat gangbaar is bij wetenschappelijk onderzoek, deed de commissie geen uitspraak, omdat de definitie van wat 'gangbaar' is verschilde per onderzoeksrichting. Voor dat punt werd een aparte onderzoekscommissie ingesteld, die binnen 120 dagen moest rapporteren. Op 4 juni 2010 werd dit rapport vrijgegeven. Michael Mann werd unaniem vrijgesproken van wetenschappelijke fraude, maar men noemde de manier waarop hij ongepubliceerd materiaal met derden deelde ongepast.

## Nieuwe publicaties (2011)
Op 22 november 2011 werd een tweede set van ongeveer 5.000 e-mails, kennelijk ook uit 2009, gehackt. De publicatie kwam net voor de opening van de Klimaatconferentie van Durban 2011 op 28 november. In de pers werden de lekken gezien als een lauwe poging om alsnog het klimaatbeleid te ondermijnen, aangezien geen nieuwe informatie naar boven was gekomen.

## Media
- (en) Fuller, Thomas W., Steven Mosher (januari 2010). The Crutape Letters. ISBN 9781450512435.
- The Trick, film van BBC One, met acteur Jason Watkins als prof. Jones (oktober 2021)[38]